# Pragaer Synagoge (Warschau)

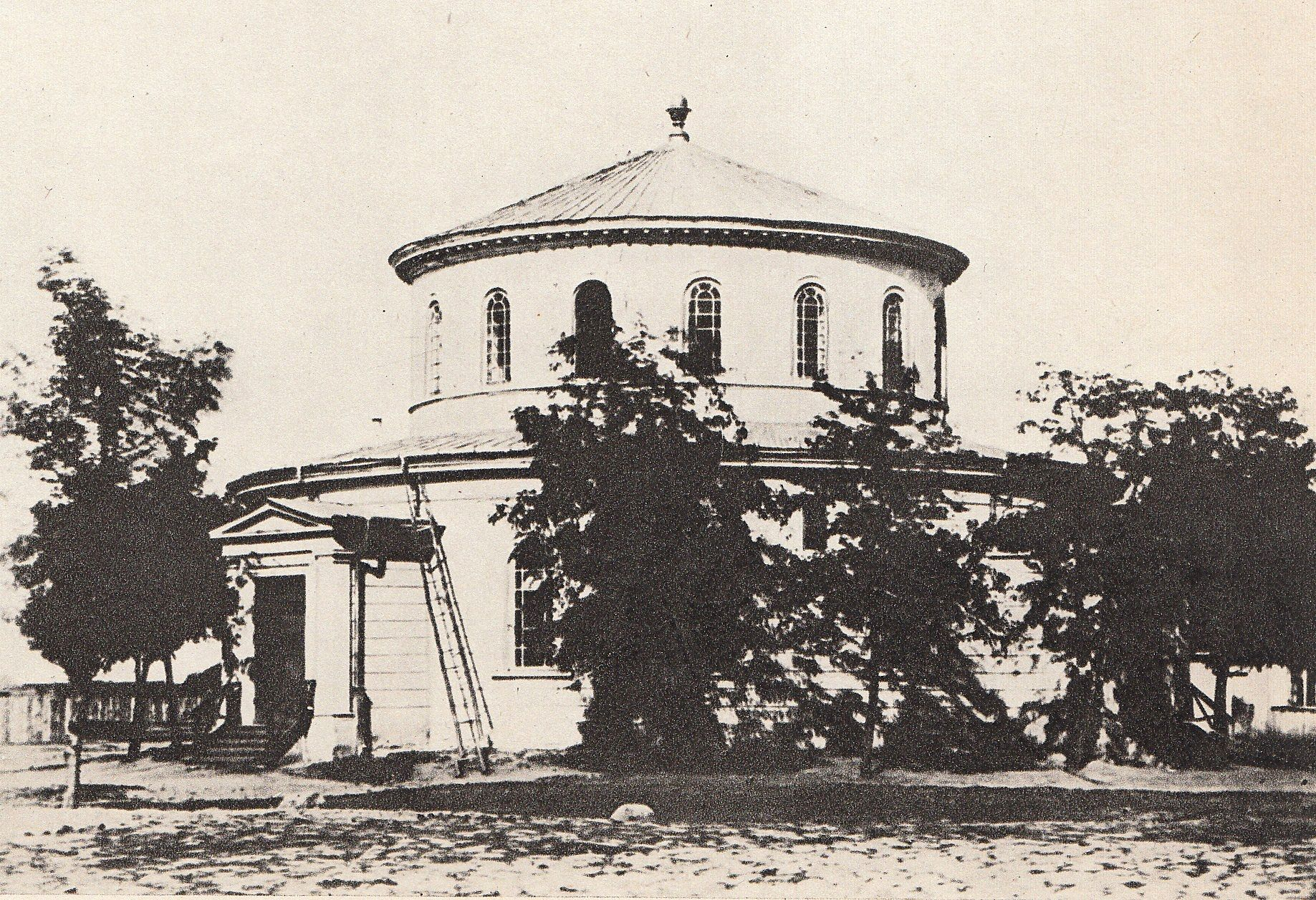
Pragaer Synagoge

Die Pragaer Synagoge (polnisch Synagoga Praska) war die Synagoge der Warschauer Vorstadt Praga und die einzige Synagoge in Warschau, die als Rundbau geschaffen worden ist.

## Geschichte
Anfänglich gab es in Warschau ausschließlich eine jüdische Vorstadtgemeinde, die in der nach Prag benannten Warschauer Vorstadt Praga existierte. In der Stadt Warschau durften nur privilegierte Mitglieder der Warschauer Praga-Gemeinde wohnen. 1836 wurde die Pragaer-Synagoge bzw. Vorstadt-Synagoge nach Plänen von Józef Grzegorz Lessel errichtet, welche die Alte Pragaer Synagoge von 1819 ersetzte. Die Synagoge war eine von damals nur sechs Rundbau-Synagogen Europas. Sie befand sich an der Ecke der damaligen Ulica Petersburska und Ulica Szeroka bzw. der heutigen Ulica Jagiellońska und Ulica Wójcika und war im klassizistischen Stil gestaltet. Neben der Rotunde verfügte sie über vier symmetrische Vorhöfe. 
Während der Besetzung Warschaus wurde die Synagoge von den deutschen Besatzern als Entlausungsstelle genutzt. Im Verlauf des Zweiten Weltkrieges wurde sie beschädigt, blieb aber erhalten. Erst 1961 ordnete die Stadtverwaltung – trotz eines Eintrags im Denkmalschutzregister – den Abriss der Synagoge aufgrund ihres ruinösen Zustandes an. Im Jahr 2009 wurden Pläne bekannt, das Gebäude wiederaufzubauen.